# Sugizo
Sugizo, de son vrai nom Yūne Sugihara (杉原 有音, Sugihara Yūne), anciennement Yasuhiro Sugihara (杉原 康弘, Sugihara Yasuhiro)), est un guitariste japonais né le 8 juillet 1969 à Hadano, dans la préfecture de Kanagawa.

## Biographie
Amené à la musique classique par ses parents qui jouaient dans l'orchestre symphonique de Tokyo, Sugizo a commencé à jouer du violon à l'âge de trois ans, et plus tard il a appris lui-même la guitare et la basse. Au lycée, il a rejoint un groupe appelé Pinocchio où il a rencontré Shinya Yamada, avec lequel il a intégré le groupe Slaughter aux côtés de Jun "J" Onose et Kiyonobu "Inoran" Inoue. Plus tard, Ryuichi Kawamura les a rejoints et ils ont formé le groupe de visual kei Luna Sea. J jouant déjà de la basse, Sugizo est passé à la guitare électrique, et comme Inoran préférait la guitare rythmique, Sugizo est devenu le guitar lead. Son nom de scène date de la même période.
Les cinq ont fait leur premier concert au Machida Playhouse et dans d'autres clubs. Puis hide les a découverts et ils ont signé à Extasy Records. Le nom du groupe est alors devenu "Luna Sea". En 2000, Luna Sea a été dissous.
Depuis, il poursuit sa carrière solo et a connu plusieurs collaborations: dans la campagne "Zero Landmine" de Ryuichi Sakamoto, directeur musical pour "Vertical Dream" de H. Art Chaos (une compagnie de danse contemporaine) et il a travaillé avec Ken Nikai comme directeur musical et en ayant le rôle principal dans le film de Nikai, Soundtrack.
Il a également eu quelques projets en solo. Le premier s'appelait SUGIZO & THE SPANK YOUR JUICE, et plus tard il a formé SHAG. Il a sorti deux singles solo: "Super Love" et "Dear Life".
En 2002, Sugizo a aidé des nouveaux groupes à se faire connaître par le biais de son programme radio sur J-Wave, puis il les a produits et inclus dans la compilation "Global Music".
En 2003, il a joué au Full Moon Festival au temple Ninnaji de Kyoto. Après la sortie de NO MORE MACHINEGUNS PLAY THE GUITAR, un single contenant un message fort contre la guerre, c'est au tour de son deuxième album C:LEAR de voir le jour.
En 2004, il a formé le groupe d'acid rock The Flare avec le chanteur Yuna, un projet qui a duré deux ans. Leur musique exprimait des valeurs pour la paix et contre la guerre, et en 2005 ils ont joué au Earth Day à Tokyo, le plus grand évènement du Japon concernant les causes pour la paix et l'environnement.
En 2007, Sugizo commence une nouvelle collaboration avec Toshinori Kondo et Rebel Familia. En avril de la même année, SHAG a joué au Nagisa Music Festival. Le 24 décembre, Luna Sea se reforme le temps d'un concert au Tokyo Dome et il retrouve son ancienne place.
Depuis 2007, Sugizo est membre du groupe S.K.I.N. aux côtés de Gackt, Miyavi, Yoshiki, et Ju-Ken comme membre additionnel, qui n'a qu'un concert en 2007.
En mars 2008, Sugizo a joué aux concerts de la résurrection de X Japan comme membre de support. En avril, il a pris part à la tournée européenne de Juno Reactor, et en mai, pour le hide memorial summit, il a retrouvé Luna Sea et a joué avec eux et X Japan, notamment sur "Believe" et "X".
Le 23 juillet, sortie de Comoscape, l'album commémorant les dix ans de sa carrière solo. Il joue aussi un concert solo à Shibuya le 19 décembre.
En janvier 2009, il a retrouvé X Japan pour leurs premières dates internationales (deux soirs à Hong Kong), toujours en tant que membre de support.
Depuis les deux concerts de X Japan des 2 et 3 mai 2009, il est officiellement le sixième membre du groupe.
En 2010, Luna Sea annonce sa reformation sous le sigle de Luna Sea Reboot. Avec une tournée européenne mais la France sera absente de la liste des pays visités.
Du côté de sa carrière solo, il continue à diffuser des messages de paix. Il est également très présent sur scène humanitaire (concert caritatif, travaux de reconstruction où il était lui-même sur le terrain à déblayer, nettoyer et reconstruire, après le séisme et tsunami de 2011).

## Vie privée
Sugizo a une fille, Luna Artemis, née le 27 avril 1996.

## Guitares
Quand il était dans Luna Sea, Sugizo utilisait exclusivement des guitares ESP. Pour ses projets solo, il utilise souvent des guitares et des basses Fender.

## Discographie

### Albums studio
- Truth? (1997) CROSS/Polydor
- Parallel Side of Soundtrack (2001) EAST WEST JAPAN INC/WARNER MUSIC GROUP
- H・ART・CHAOS ～垂直の夢～ (2001)
- Music from the Original Motion Picture Soundtrack (2002) EAST WEST JAPAN INC/WARNER MUSIC GROUP
- Silent Voice ～Acoustic Songs of Soundtrack～ (2002) EAST WEST JAPAN INC/WARNER MUSIC GROUP
- C:LEAR (2003) Nippon Crown
- SPIRITUARISE (2007)
- COSMOSCAPE (2008)

### Singles / Remix Maxi Single
- LUCIFER (1997) CROSS/Polydor
- A PRAYER (1997) CROSS/Polydor
- REPLICANT LUCIFER (1997) CROSS/Polydor
- REPLICANT PRAYER (1997) CROSS/Polydor
- REPLICANT TRUTH？ (1997) CROSS/Polydor
- Rest in Peace & Fly Away (2002) Nippon Crown
- SUPER LOVE (2002) Nippon Crown
- Dear LIFE (2002) Nippon Crown
- NO MORE MACHINE GUNS PLAY THE GUITAR (2003) Nippon Crown